# ジュウガツザクラ
ジュウガツザクラ（十月桜、学名：Cerasus ×subhirtella ‘Autumnalis’ Makino、シノニム：Prunus subhirtella Miq. var. autumnalis Makino）は、バラ目バラ科サクラ属のサクラ。エドヒガン系の中のコヒガン系の栽培品種で、マメザクラとエドヒガンが交雑した種間雑種で、春と秋から冬にかけての二度開花する二季咲きが最大の特徴である。

## 特徴
最大の特徴は、シキザクラ、コバザクラ（フユザクラ）、コブクザクラ等と同じく、春と秋から冬にかけて咲く二季咲きであり、広義の冬桜の一つであることである。ジュウガツザクラと同じコヒガン系で二季咲きのシキザクラとは八重咲きか否かで区別できる。
樹形は傘状で、樹高は5m程の亜高木。花弁が十数枚の八重咲きで、淡紅色の中輪の花をつける。また萼筒が紅色でつぼ型である。東京の花期は春の4月上旬頃と秋の9月頃からで暖かければ冬の間も断続的に咲く。春は開花期に新芽も見られるほか、春の方が花の数が多く大きい。秋口に咲く特徴から紅葉する樹木と共に植えられることもあり、桜と紅葉が楽しめるように設置される事もある。花期と八重咲きの特徴の類似からコブクザクラと混同されている事例がある。
なおジュウガツザクラには、それぞれに遺伝情報が違う複数のクローンがあり、同じ栽培品種であってもそのクローンごとに特徴に相違がある。これは接ぎ木や挿し木のほかにも他の個体と交雑した種子でも増殖され、その後に各個体の形態が似ていたことから別々の栽培品種として区別されず一つの栽培品種として認識されたことによるものと考えられている。

## 派生種
ジュウガツザクラの実生から栽培品種のオモイガワが誕生しているが、遺伝子解析の結果、オモイガワはジュウガツザクラとソメイヨシノの雑種と推定されている。

## 参考画像

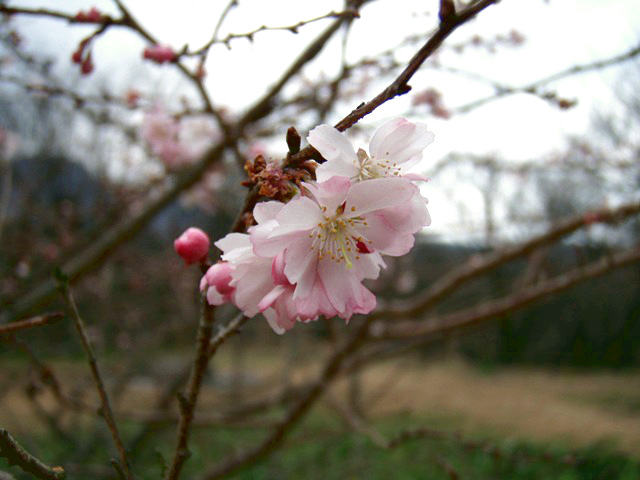
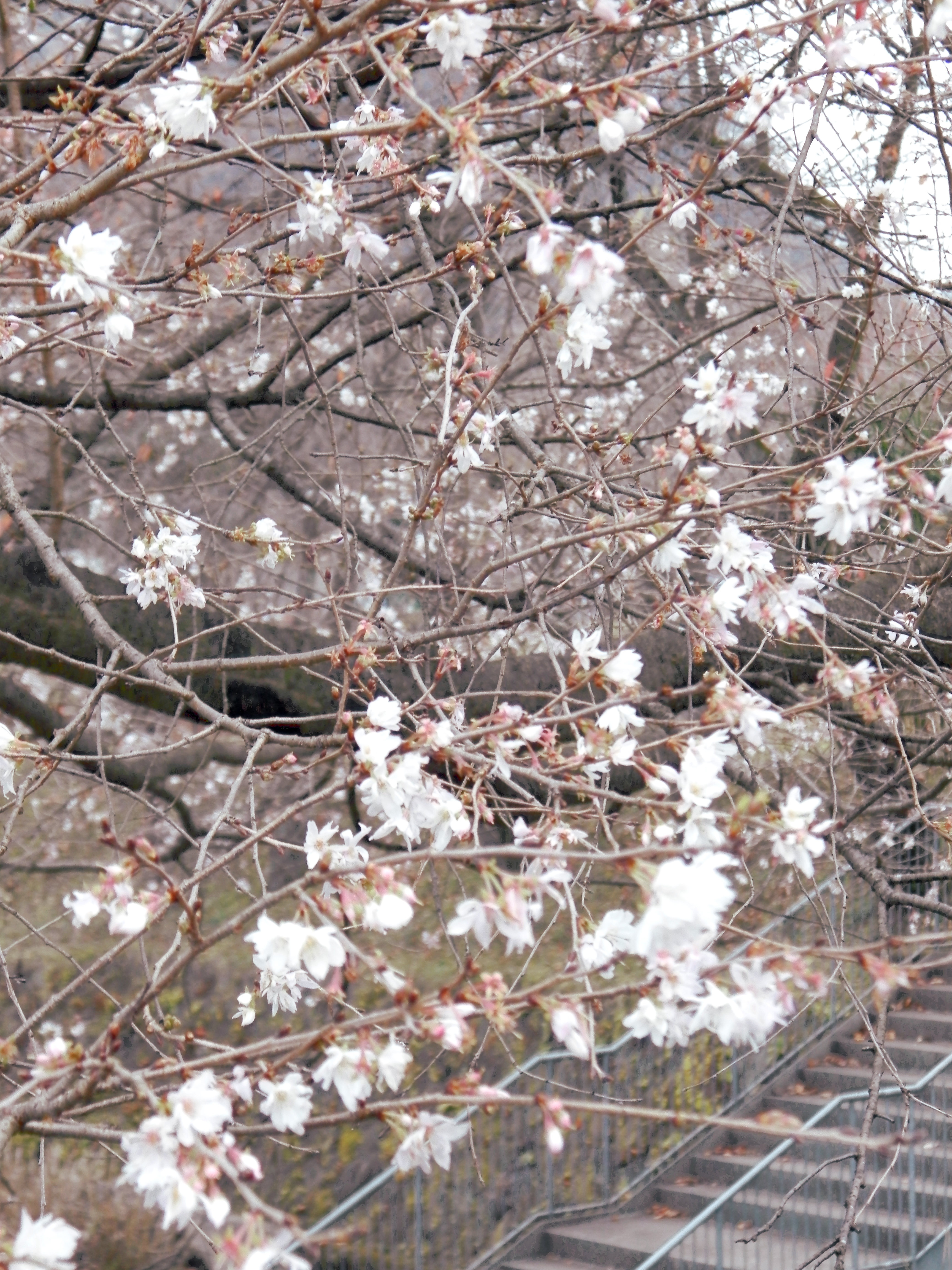
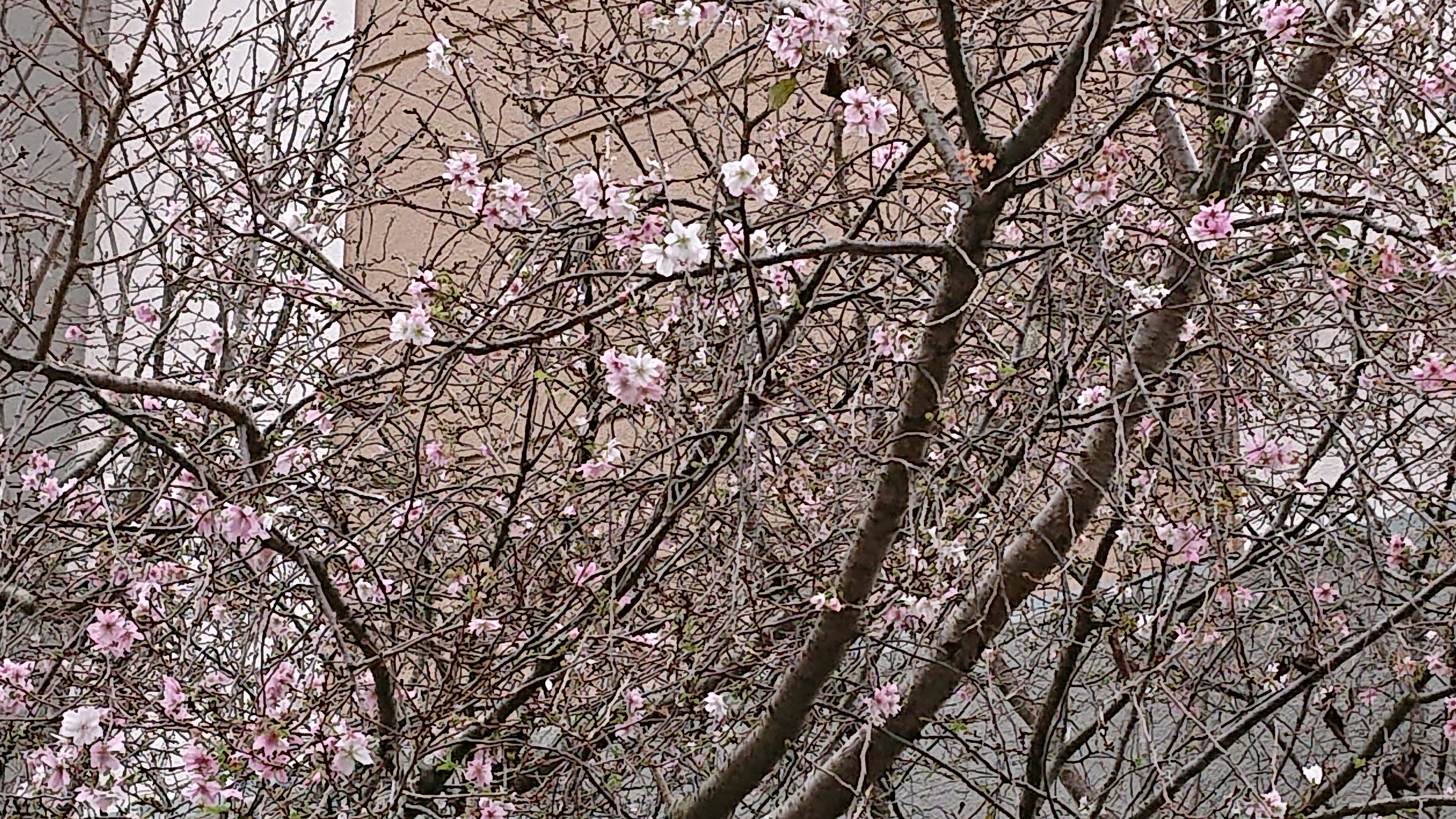